# Pietro Sacconi
Pietro Sacconi (Borgonovo Val Tidone, 1840 – Kora Nagott, 12 agosto 1883) è stato un mercante ed esploratore italiano.

## Biografia
Nacque in una famiglia numerosa, ebbe 7 fratelli. A 27 anni si arruolò nel 10º bersaglieri agli ordini di Giuseppe Garibaldi e nella terza guerra d'indipendenza mostrò atti di valore. Finita la guerra visse la sua vita viaggiando in africa, Grecia, USA, Giappone e Italia dove intraprese varie attività commerciali. Prese parte come volontario alla Rivolta cretese (1866-1869) e alla costruzione del canale di Suez. Stabilitosi in Somalia ad Harar, cercò nuove rotte commerciali. Conobbe Arthur Rimbaud e assieme furono tra i primi europei ad esplorare l'Ogaden; nel 1883 oltrepassato il Sulul, Pietro fu trucidato e i suoi appunti bruciati dalle popolazioni locali dopo una strenua resistenza.
Il suo nome campeggia sull'acquedotto di Borgonovo Val Tidone, sempre nel suo paese natale una targa ricorda la sua casa natale e un cartello ne riporta una citazione: "Chi vive vede, ma chi viaggia vede oltre".